# Tóth Jánosné Kovács Sára
Tóth Jánosné Kovács Sára (Őcsény, 1903. április 30. – Decs, 1980.) babakészítő.

## Életpályája
Szülei: Kovács János és Kolke Sára voltak. Őcsényi parasztcsaládból származik, beleszületett a sárközi tradicionális kultúrába. A népi kendermunkákat gyermekfejjel sajátította el. Dr. Pilisy Elemér és az ő nevéhez fűződik a régi sárközi női fejviselet felújítása az 1930-as években. A sírokból exhumálás során előkerült tülkös pártát, tornyos bársonyt, kontypántlikát felhasználva, rekonstruálta a sárközi női fejviseletet. A későbbiekben is a népviselet, főleg a női fejviselet érdekelte, a megújuló néptánccsoportoknak ő készítette el ezeket a darabokat. 1975-ben a háromlábú sárközi babák (bubák) készítéséért kapta a Népművészet mestere címet. Pályázatokon is részt vett. Az 1970-es évek végén Kecskeméten rendezett népviseleti pályázaton sárközi fejviselete díjat nyert, de átvenni már nem tudta.